# Kazuma Watanabe
Kazuma Watanabe (Kunimi, Districte de Minamitakaki, Prefectura de Nagasaki, 10 d'agost de 1986) és un futbolista japonès que disputà un partit amb la selecció japonesa.